# Ars Moriendi

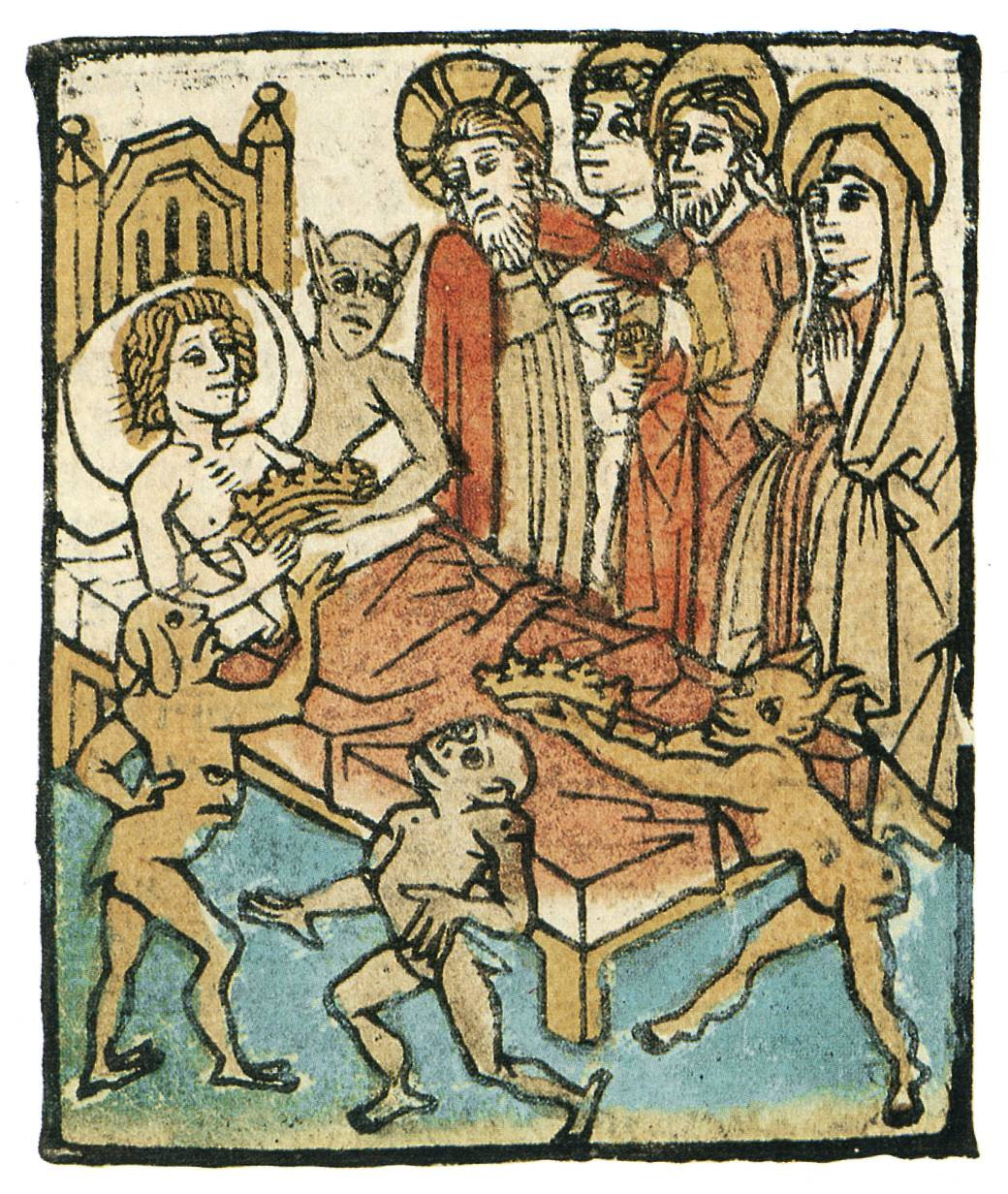
Nghệ thuật chết, thiên thần và quỷ sứ đứng vây quanh - tranh của tác giả vô danh

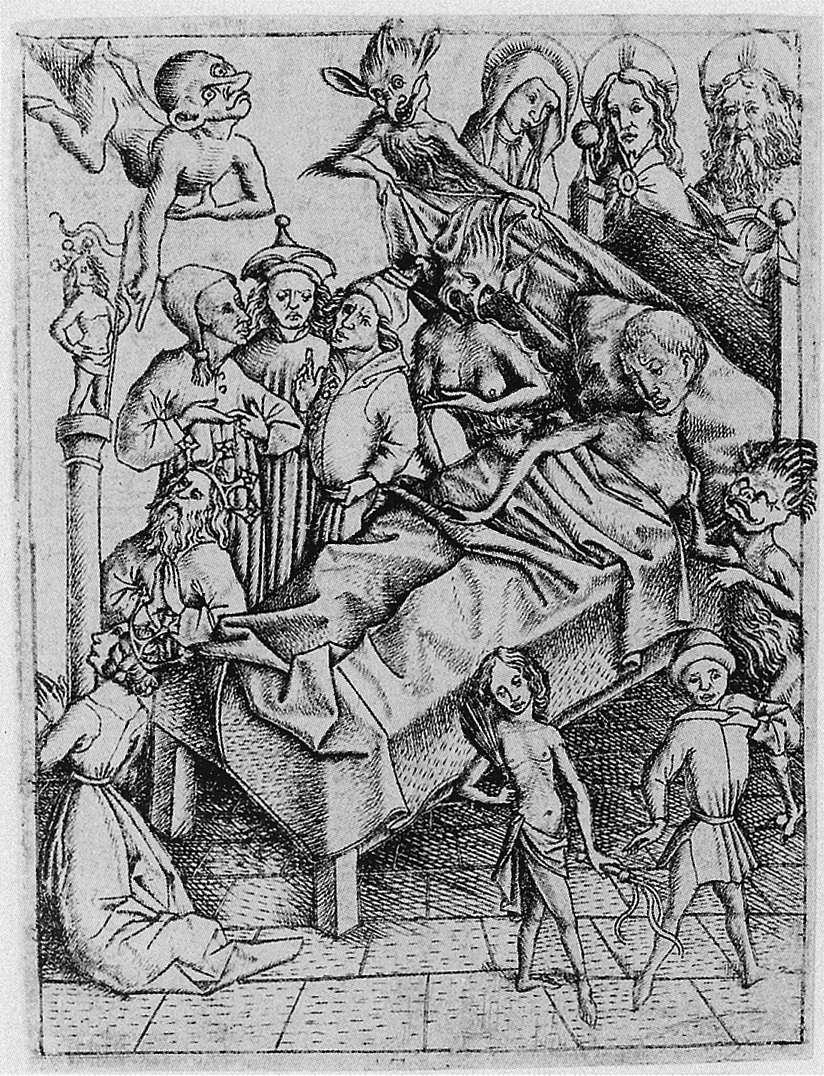
Nghệ thuật chết - tranh của Master E. S.

Ars Moriendi (tiếng Latin: Nghệ thuật chết) – là tên hai văn bản bằng tiếng Latin (có niên đại khoảng từ 1415 đến 1450), nói về những nghi lễ và cách thức để được chết một cách tốt đẹp nhất, phải lẽ nhất theo những lời giáo huấn của Thiên Chúa giáo cuối thời đại Trung Cổ.
Những văn bản này đầu tiên chỉ được các cha đạo sử dụng nhưng về sau trở thành phổ biến theo dạng những cuốn sách có hình minh họa. Những cuốn sách này được viết trong bối cảnh lịch sử của nỗi ám ảnh về bệnh dịch hạch (Cái chết Đen) và hậu quả của những biến động xã hội trong thế kỷ XV, chúng được dịch ra hầu hết các ngôn ngữ châu Âu, trở thành một thứ sách hướng dẫn cho mọi người cách chết cũng như cách xử sự trong giờ phút lâm chung.

## Nội dung
Có hai phiên bản: dài và ngắn.
Bản gốc "phiên bản dài" gọi là Tractatus (hoặc Speculum) Artis Bene moriendi, do một tu sĩ vô danh Dòng Đa Minh sáng tác vào năm 1415 theo yêu cầu của nhà thờ Constance, Đức (1414-1418). Phiên bản này được dịch sang hầu hết các ngôn ngữ châu Âu và được phổ biến rộng rãi, đặc biệt là ở Anh. Năm 1650, cuốn "Sống khôn và Thác thiêng" (Holy Living and Holy Dying) trở thành đỉnh cao của loại sách này.
Phiên bản ngắn cũng phổ biến không kém nhưng không có bản dịch sang tiếng Anh.
Nghệ thuật chết là một trong những cuốn sách đầu tiên được in bằng máy. Những bức hình minh họa cho sách này mô tả thiên thần và quỷ sứ tranh giành người chết. Người hấp hối nằm trên giường và hễ tắt thở thì linh hồn thoát ra khỏi miệng đi theo một nhóm các thiên thần hoặc quỷ sứ.